# Daniel Valladares
Daniel Valladares est un boxeur mexicain né en 1995.

## Carrière
Passé professionnel en 2014, il remporte le titre de champion du monde des poids pailles IBF le 1er juillet 2022 après sa victoire aux points contre Rene Mark Cuarto, titre qu'il cède dès le combat suivant contre Ginjiro Shigeoka le 7 octobre 2023 par arrêt de l'arbitre au 5e round.